# 柳田邦夫
柳田 邦夫（やなぎだ くにお、1932年3月7日 - 1988年3月1日）は、日本の編集者・ジャーナリスト。筆名に小川晴夏（春香）、小原壮八。日本ジャーナリストクラブ会員。

## 略歴
鹿児島県鹿児島市出身。旧制鹿児島県立第二鹿児島中学校（現鹿児島県立甲南高等学校）、ラ・サール高等学校卒業。
1959年、学習院大学政経学部政治学科卒業。大学時代には囲碁部に所属し、のちに囲碁アマ四段、将棋アマ二段となる。
中央公論社に入社。「中央公論」「週刊公論」「暮しの設計」「経営問題」「小説中央公論」の雑誌編集に携わったあと、1962年「思想の科学」天皇制特集号事件で労組委員長として闘争し。1972年に退職。
のちフリーのジャーナリスト、編集者として活躍した。
1959年、加太こうじ、タカクラ・テル、佐藤忠男、福田定良らと「大衆芸術研究会」を創設。

## 家族
妻は俳人の柳田芽衣（「鴎座」（松田ひろむ代表）顧問同人）、長男はジャーナリストの柳田大元で、2001年10月に難民の取材のためアフガニスタンに入り、タリバンに26日間拘束されている。長女の夫は野村進。

## その他
民俗学者の柳田國男、ノンフィクション作家、評論家の柳田邦男（1936年生れ）としばしば混同されるが別人。

## 著書
- 『団地文明論―住んで見たこと・考えたこと』(1963年) 産報
- 『喧嘩入門』(1973年) 新評社
- 『書き言葉のシェルパ―それでも君はジャーナリストになれるか!』 (1978年5月) 晩聲社
- 『強豪木谷一門の秘密―知的戦闘集団』現代新社 (1979年)
- 『公務員への道　君たちの将来は』ポプラ社 (1979年)
- 『自己対決の論理 異能・異才は組織を救う』PHP研究所　1981
- 『"不要な親"にならないために これから親と教師になる方々へ』第三文明社・灯台ブックス (1982年)
- 『創価学会名誉会長池田大作は何を考えているか』ロングセラーズ (1983年)
- 『ジャーナリズム読本』青峰社（1985年)
- 『ギタさんの現代人物怪快伝―異風堂々怪人十二面相』コア 1985年
- 『ジャーナリスト精神』晩声社　1991

## 共編書
- 『日本の大衆芸術 : 民衆の涙と笑い』加太こうじ、浅井昭治、佐藤忠男、虫明亜呂無、森秀人、邑井操、鶴見俊輔共著、現代教養文庫 1962
- 『替歌百年』加太こうじ・吉田智恵男（1966年）コダマプレス
- 『沖縄5月の10日間―日本復帰を迎えた沖縄』中央公論社(1972年)
- 『宗教と人間を問う』水上勉共編　ペップ出版(1974年)
- 『まんが国家秘密法』伊藤マサペップ出版（1987年)